# Si te vas (canción de Flans)
«Si te vas» es una canción interpretada por el grupo femenil mexicano Flans, extraído de su séptimo  álbum de estudio Hadas (1999). Este fue lanzado como el cuarto sencillo del disco en el mes de julio del 2000 por la discográfica Universal Music.
La canción es incluida del álbum IIM del año 2002, es compuesta por los autores Mariano Pérez, Carlos Gómez y José Antonio García Morato. La voz principal de la canción es interpretada por Ilse, a coros con Mimi e Ivonne.
El tema fue nuevamente interpretado y versionado por las integrantes de Flans —Ilse, Ivonne y Mimí— durante su gira Tour Flans Primera fila e incluida en el álbum en vivo Primera fila: Flans de 2014, álbum por el cual el grupo musical obtienen disco de oro, y disco de platino por altas ventas en México.También formó parte del Tour Inesperado junto con el grupo femenil Pandora en 2022.